# Match des champions 2005
Il Match des champions 2005 è la 1ª edizione del Match des champions.
Si è disputato il 4 ottobre 2005 tra i seguenti due club:
- Strasburgo, campione di Francia 2004-05
- BCM Gravelines, vincitore della Coppa di Francia 2005

## Finale
| Arbitri: | Graffin Bissang Bichon |

| |            | |
| Wheeler 28 | Punti      | 15 Wesson                                                                                                  |
| Wheeler 7 | Assist     | 3 Greer, McCord, Wesson                                                                                    |
| Turner 9 | Rimbalzi   | 5 Jackson, Wesson                                                                                          |
| 5 Owens• 11 Wheeler• 13 Turner• 14 Johnson• 15 Salyers 4 Akono• 6 Taccoen• 7 Dubiez• 8 Kerckhof• 9 Kuzminskas• 10 Dubos• 12 Adomaitis | Formazioni | 4 Wesson• 7 R. Greer• 8 J. Greer• 13 Young• 15 Starosta 6 Bach• 10 Giffa• 11 Jackson• 12 McCord• 14 Palmer |
| Fabrice Courcier | Allenatori | Éric Girard                                                                                                |